# Jungermanniaceae
Jungermanniaceae es una familia de hepáticas del orden Jungermanniales. Tiene los siguientes géneros: Se trata de un grupo de pequeñas plantas que se distribuyen ampliamente.
La mayoría de las especies de esta familia se encuentran en regiones templadas. Las principales características de la familia:
1. Las hojas son superpuestas. 
2. Las hojas sin lóbulos y nunca decurrentes a lo largo del tallo. 
3. El perianto es terminal en el vástago principal. 
4. Los rizoides se encuentran dispersos a lo largo del tallo.

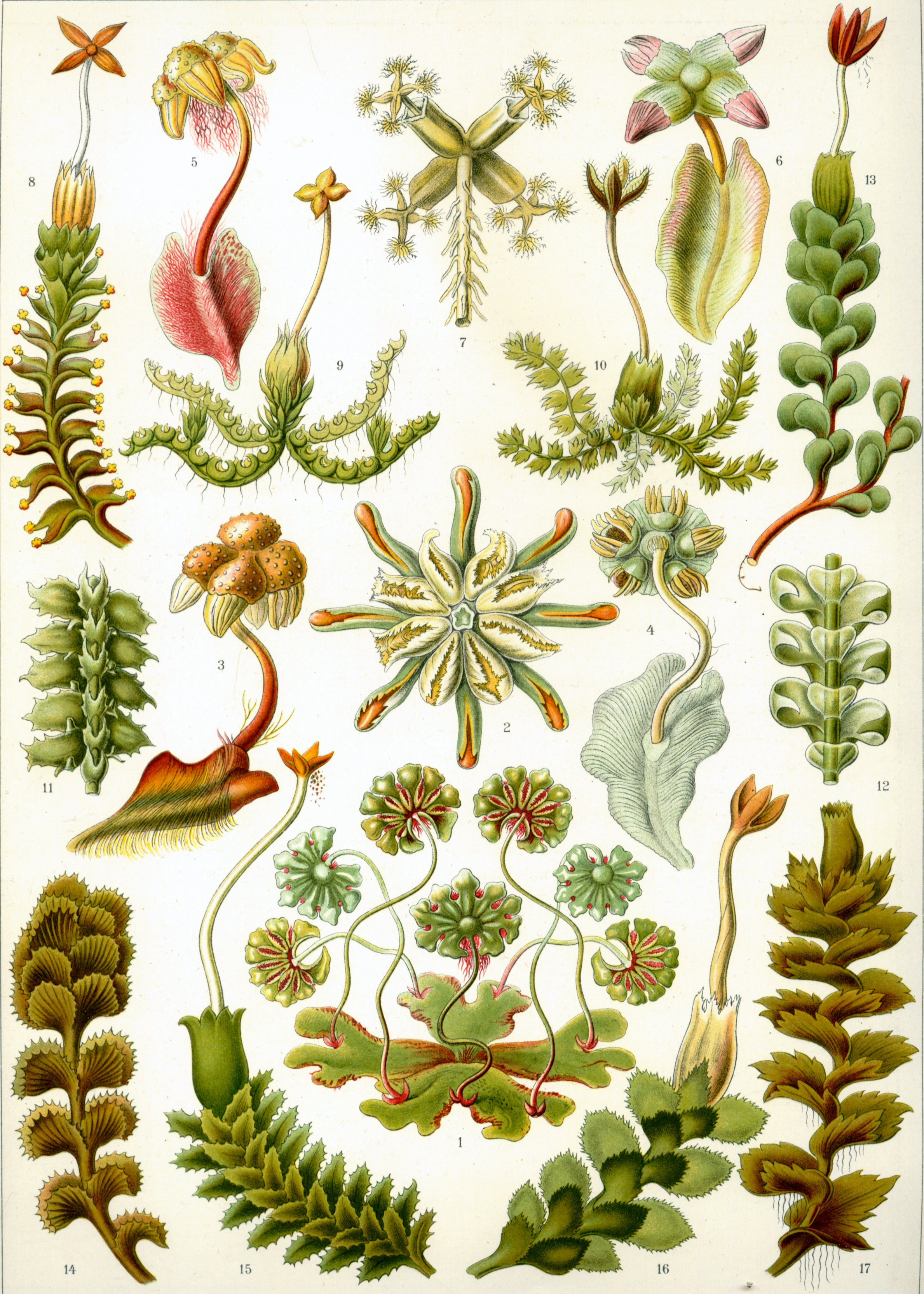
Ilustración

## Descripción de la familia
Cuando la planta tiene ramas, estas no crecen desde la parte inferior del vástago. Las hojas son sin lóbulos y tienen un borde liso y los lobos son vestigiales o ausentes. Los rizoides están dispersos a lo largo de la parte inferior del vástago, y no se restringen a los parches específicos cerca de las hojas inferiores.

## Taxonomía
Jungermanniaceae fue descrita por Ludwig Reichenbach y publicado en Botanik fur Damen 256. 1828.

## Géneros
| - Alicularia - Andrewsianthus - Aplozia - Crossogyna - Cryptochila - Cuspidatula - Denotarisia - Gottschelia - Gymnocoleopsis - Hattoria - Hattoriella - Heterogemma | - Horikawaella - Hypolophozia - Jamesoniella - Jungermannia - Jungermannites - Leiocolea - Liochlaena - Lophozia - Lophoziopsis - Mylia - Nardia | - Nothostrepta - Notoscyphus - Plectocolea - Protolophozia - Protosyzygiella - Pseudotritomaria - Saccobasis - Schistochilopsis - Solenostoma - Syzygiella - Tritomaria - Vanaea |